# Місцеві вибори у Харківській області 2020
Місцеві вибори в Харківській області 2020 — вибори депутатів Харківської обласної ради, районних рад, міських, селищних. сільських голів та рад громад, які відбулися 25 жовтня 2020 року в рамках проведення місцевих виборів у всій країні.
Вибори відбулися за пропорційною системою та відкритими списками із кандидатами (від 5 до 12) закріпленими за 14 виборчими округами. Для проходження до ради партія повинна була набрати не менше 5% голосів.

## Харківська обласна рада
У виборах до Харківської обласної ради брала участь 11 партій, від яких було зареєстрована 1028 кандидатів у депутати Харківської обласної ради
За результатами виборів до Харківської обласної ради пройшли депутати від 5 політичних партій:
| Місце | Партія                       | % голосів | Кількість голосів | Перший кандидат                 | Усього місць |
| ----- | ---------------------------- | --------- | ----------------- | ------------------------------- | ------------ |
| 1     | Блок Кернеса Успішний Харків | 38,33 %   | 211 952           | Кернес Кирило Геннадійович      | 46 / 120     |
| 2     | ОПЗЖ                         | 24,17 %   | 130 901           | Райнін Ігор Львович             | 29 / 120     |
| 3     | Слуга народу                 | 14,17 %   | 78 307            | Єгорова-Луценко Тетяна Петрівна | 17 / 120     |
| 4     | Блок Світличної «Разом!»     | 14,17 %   | 76 099            | Світлична Юлія Олександрівна    | 17 / 120     |
| 5     | Європейська солідарність     | 9,17 %    | 49 412            | Куц Галина Михайлівна           | 11 / 120     |